# Галактион Кесяков
Хаджи Галактион Искров Кесяков е търговец, участник в Априлското въстание от 1876 г., роден в семейството на Искро Кесяков и Лула Хаджигруева в село Копривщица.
Галактион Кесяков по времето на подготовката на бунта в родното си село вече е в течение на действията на Революционния комитет. Полага клетва за вярност към Освободителното дело в родния дом на Апостола Тодор Каблешков.
На 20 април 1876 г., с оръжие в ръка, като истински въстаник взима участие при провъзгласяването на започнатото дело. В дните между 20 април и 1 май е зачислен в четата, извършила похода до село Стрелча. Заедно с другарите си, около десетина души, на които е четоводец (войвода) участва в боя с обсадените в джамията турци.
След погрома на въстанието в Копривщица около 2 май 1876 г. Галактион Кесяков умело се укрива от турските власти и по този начин избягва нелеката съдба на своите другари по оръжие.